# Rudy Kousbroek (schrijver)
Herman Rudolf (Rudy) Kousbroek (Pematang Siantar, 1 november 1929 - Leiden, 4 april 2010) was een Nederlands schrijver, dichter, journalist, vertaler en vooral essayist (P.C.Hooftprijs 1975 voor essayistiek). Samen met auteurs als Hugo Claus, Lucebert en Gerrit Kouwenaar behoorde Kousbroek tot de groep der Vijftigers. Met Remco Campert gaf hij het tijdschrift Braak uit. Natuurwetenschappelijk en empirisch denken gingen bij Kousbroek samen met een door het surrealisme gevormde kijk op de wereld, die de plaats inneemt van de door hem verworpen metafysica. Kousbroek is de auteur van vele speelse, kritische beschouwingen en, in zijn latere jaren, van korte essays naar aanleiding van foto's. Zijn grote dierenliefde spreekt uit veel van deze publicaties. Kritisch hoofdwerk is waarschijnlijk Het Oostindisch kampsyndroom, over de koloniale mentaliteit, de Japanse bezetting en de verwerking van het verlies van Nederlands-Indië.

## Biografie
Rudy Kousbroek werd in 1929 geboren op het eiland Sumatra, deel van het toenmalige koloniale rijk Nederlands-Indië. Tijdens de Tweede Wereldoorlog zaten hij en zijn ouders in een Jappenkamp opgesloten. Na repatriëring maakte hij zijn gymnasiumopleiding af in Amsterdam, waar hij vriendschap sloot met Remco Campert. Hij ging in dezelfde stad wis- en natuurkunde studeren, maar brak die studie af om naar Parijs te vertrekken, waar hij trouwde met de Amerikaanse schrijfster Ethel Portnoy en onder meer werkte voor de UNESCO en als freelance cultureel correspondent voor het weekblad Vrij Nederland en voor het Algemeen Handelsblad. Hij keerde aan het begin van de jaren zeventig terug naar Nederland en vestigde zich in Den Haag. Hij werd redacteur van het Cultureel Supplement van NRC Handelsblad. Vanaf begin 1979 woonde hij weer enkele jaren in Parijs. In de jaren negentig keerde hij definitief terug naar Nederland en de laatste jaren, tot aan zijn dood, woonde hij in Leiden. Voor de Europese Parlementsverkiezingen 2004 en de Tweede Kamerverkiezingen 2006 was hij 'lijstduwer' op de lijst van de Partij voor de Dieren.

## Kritiek
Rudy Kousbroek kreeg kritiek op zijn opvattingen over de jappenkampen en de Japanse onderdrukking, met name door zijn interpretatie van de geschiedenis van de Tweede Wereldoorlog en de manier waarop hij zich uitte over de ervaringen van de Nederlandse burgers in het voormalig Nederlands-Indië. Kousbroek stelde in enkele van zijn essays en interviews dat de herinneringen aan de oorlogsjaren, waaronder de ervaringen van Nederlanders in de jappenkampen, te veel werden gekarakteriseerd door slachtofferschap en dat de gruwelen die de Nederlanders in Nederlands-Indië hadden meegemaakt wellicht niet in verhouding stonden tot de gruwelen die Nederlanders onder de Duitse wreedheden hebben ervaren
Zijn opmerkingen werden als insensitief en bagatelliserend ervaren door sommige critici, vooral door overlevenden van de jappenkampen en hun families, die de verschrikkingen van de Japanse bezetting als traumatisch ervoeren. Zeer kritisch over de opvattingen van Kousbroek op dit punt was de schrijver en polemist Jeroen Brouwers.

## Onderscheidingen

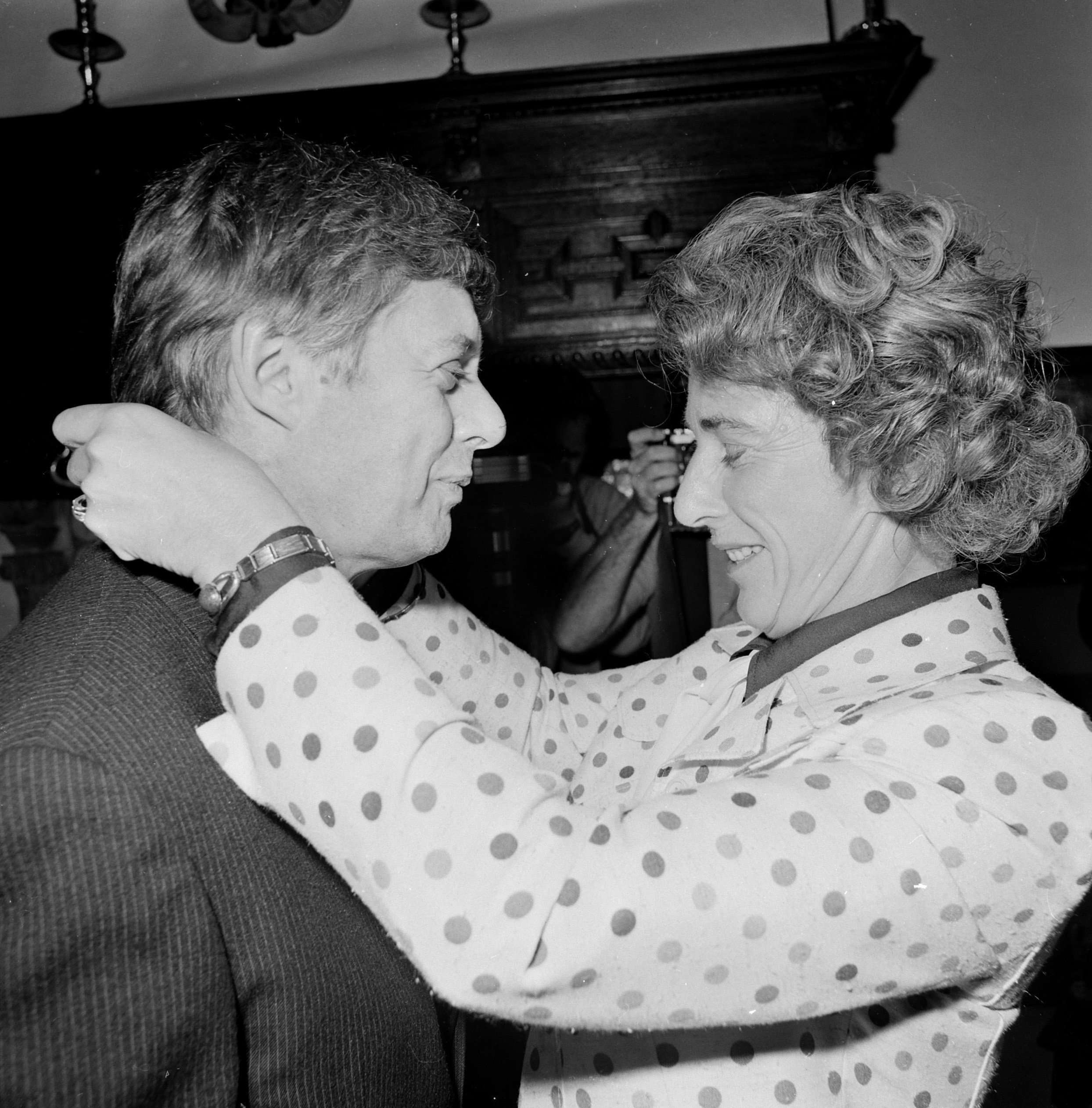
Uitreiking PC Hooftprijs door minister Til Gardeniers-Berendsen op het Muiderslot.

Het heeft de zo recalcitrante Kousbroek niet ontbroken aan erkenning. In 1969 ontving hij de Essayprijs van de gemeente Amsterdam voor Revolutie in een industriestaat. In 1975 kreeg hij ook de P.C. Hooft-prijs voor het gehele essayistische oeuvre, die echter pas in september 1978 werd uitgereikt door minister Gardeniers. in 2005 de Jan Hanlo Essayprijs voor zijn foto-essays. In 1972 hield hij de eerste Huizingalezing in Leiden, waarvan de titel luidde: 'Ethologie en cultuurfilosofie'. In 1994 kende de Rijksuniversiteit Groningen hem een eredoctoraat in de wijsbegeerte toe (met Lolle Nauta als erepromotor).
Na zijn overlijden werd als eerbetoon door NRC Handelsblad, de toenmalige Uitgeverij Augustus en De Gids, in samenwerking met de Rode Hoed, tien maal de Rudy Kousbroeklezing georganiseerd met achtereenvolgens deze sprekers:
1. 2011 - K. Schippers[5][6]
2. 2012 - Ian Buruma[4]
3. 2013 - Tijs Goldschmidt[7]
4. 2014 - Maxim Februari[8]
5. 2015 - Tommy Wieringa[9][10]
6. 2016 - Ionica Smeets[11]
7. 2017 - Maarten Asscher[12]
8. 2018 - Mensje van Keulen[13]
9. 2019 - Theo Jansen[14][15]
10. 2023 (oorspronkelijk 2020, uitgesteld wegens Corona) - Adriaan van Dis[16][17]

## Privé
Kousbroek trouwde in 1951 met de Amerikaans-Nederlandse schrijfster Ethel Portnoy (1927-2004), die hij in Parijs ontmoet had en met wie hij twee kinderen kreeg: een dochter Hepzibah Kousbroek (1954-2009), die ook als vertaler en schrijfster werkzaam was; en een zoon, Gabriël Kousbroek (1965), beeldend kunstenaar. Het huwelijk eindigde in een echtscheiding.
Zijn tweede vrouw was de Ierse schrijfster en sinologe Sarah Hart, met wie hij een dochter kreeg.